# デビッド・ロウ (野球)
デイビッド・デニス・ロウ（David Dennis Lough, 1986年1月20日 - ）は、アメリカ合衆国・オハイオ州アクロン出身のプロ野球選手（外野手）。左投左打。

## 経歴

### プロ入りとロイヤルズ時代

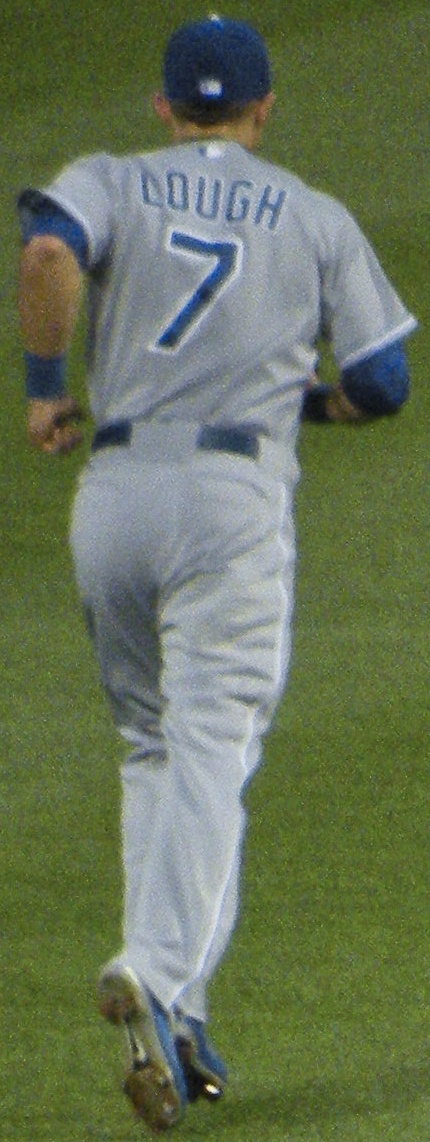
2013年8月2日

2007年のMLBドラフト11巡目（全体336位）でカンザスシティ・ロイヤルズから指名され、6月13日に入団。
2012年9月1日のミネソタ・ツインズ戦でメジャーデビュー。1番・右翼手でスタメン起用され、5打数2安打2打点を記録した。
2013年は開幕をAAA級オマハ・ストームチェイサーズで迎え、5月17日にメジャー昇格した。

### オリオールズ時代
2013年12月18日にダニー・バレンシアとのトレードで、ボルチモア・オリオールズへ移籍。
2014年3月11日にオリオールズと1年契約に合意した。この年は外野のサブ・プレーヤーとして112試合に出場し、シーズン通算での打率は.247だったものの、後半戦だけをとって見れば.351という好調を見せていた。
2015年8月14日にDFAとなった。8月23日にマイナー契約でAAA級ノーフォーク・タイズに配属された。9月24日に再びメジャー契約を結んで昇格した。最終的には84試合でプレーしたが、打率.201はキャリア最低の数値だった。守備では左翼手と中堅手をメインに守り、特に左翼を守った49試合では無失策・DRS +7と高い能力を発揮した。12月2日にノンテンダーFAとなった。

### フィリーズ時代
2016年1月25日にフィラデルフィア・フィリーズとマイナー契約を結んだ。開幕は傘下のAAA級リーハイバレー・アイアンピッグスで迎えたが、4月18日にメジャー契約を結んで25人枠入りした。6月2日にDFAとなった後、40人枠を外れる形でAAA級リーハイバレーへ配属された。8月22日に自由契約となった。

### マーリンズ傘下時代
2016年8月23日にマイアミ・マーリンズとマイナー契約を結んだ。傘下のAAA級ニューオーリンズ・ゼファーズでプレーし、9試合に出場して打率.200・1打点の成績を残した。10月3日にFAとなった。

### タイガース傘下時代
2017年2月8日にデトロイト・タイガースとマイナー契約を結んだ。開幕から傘下のAAA級トレド・マッドヘンズでプレーしていたが、5月17日に自由契約となった。

### インディアンス傘下時代
2017年5月23日にクリーブランド・インディアンスとマイナー契約を結び、傘下のAAA級コロンバス・クリッパーズへ配属された。

## 詳細情報

### 年度別打撃成績
| 年 度    | 球 団    | 試 合 | 打 席 | 打 数 | 得 点 | 安 打 | 二 塁 打 | 三 塁 打 | 本 塁 打 | 塁 打 | 打 点 | 盗 塁 | 盗 塁 死 | 犠 打 | 犠 飛 | 四 球 | 敬 遠 | 死 球 | 三 振 | 併 殺 打 | 打 率 | 出 塁 率 | 長 打 率 | O P S |
| -------- | -------- | ----- | ----- | ----- | ----- | ----- | -------- | -------- | -------- | ----- | ----- | ----- | -------- | ----- | ----- | ----- | ----- | ----- | ----- | -------- | ----- | -------- | -------- | ----- |
| 2012     | KC       | 20    | 65    | 59    | 9     | 14    | 2        | 1        | 0        | 18    | 2     | 1     | 0        | 0     | 1     | 1     | 0     | 1     | 6     | 2        | .237  | .292     | .305     | .597  |
| 2013     | KC       | 96    | 335   | 315   | 35    | 90    | 17       | 4        | 5        | 130   | 33    | 5     | 2        | 4     | 3     | 10    | 0     | 3     | 52    | 3        | .286  | .311     | .413     | .724  |
| 2014     | BAL      | 112   | 197   | 174   | 31    | 43    | 6        | 3        | 4        | 67    | 16    | 8     | 5        | 6     | 1     | 15    | 0     | 1     | 33    | 3        | .247  | .309     | .385     | .694  |
| 2015     | BAL      | 84    | 144   | 134   | 14    | 27    | 1        | 1        | 4        | 47    | 12    | 2     | 4        | 3     | 0     | 5     | 0     | 2     | 36    | 0        | .201  | .241     | .313     | .555  |
| 2016     | PHI      | 30    | 79    | 67    | 6     | 16    | 3        | 1        | 0        | 21    | 4     | 1     | 2        | 0     | 1     | 9     | 1     | 2     | 8     | 0        | .239  | .342     | .313     | .655  |
| MLB：5年 | MLB：5年 | 342   | 800   | 749   | 95    | 190   | 29       | 10       | 13       | 271   | 67    | 17    | 13       | 13    | 6     | 43    | 1     | 9     | 138   | 8        | .254  | .300     | .371     | .671  |

- 2017年度シーズン終了時

### 背番号
- 7（2012年 - 2013年）
- 9（2014年 - 2015年）
- 3（2016年）